# Савинська сільська рада (Росія)
Са́винська сільська рада (рос. Савинский сельский совет) — сільське поселення у складі Алейського району Алтайського краю Росії.
Адміністративний центр та єдиний населений пункт — село Савинка.

## Населення
Населення — 356 осіб (2019; 480 в 2010, 572 у 2002).